# Escape Island
Escape Island är en ö i Australien. Den ligger i delstaten Western Australia, omkring 200 kilometer nordväst om delstatshuvudstaden Perth. Arean är 0,19 kvadratkilometer. Den sträcker sig 0,6 kilometer i nord-sydlig riktning, och 0,7 kilometer i öst-västlig riktning.
Trakten runt Escape Island är nära nog obefolkad, med mindre än två invånare per kvadratkilometer. Genomsnittlig årsnederbörd är 568 millimeter. Den regnigaste månaden är juli, med i genomsnitt 109 mm nederbörd, och den torraste är december, med 10 mm nederbörd.